# جان رولز (بازیگر)
جان رولز (انگلیسی: John Rawls؛ ۴ مهٔ ۱۹۷۲ – ) یک هنرپیشه اهل نیوزیلند بود.
از فیلم‌ها یا برنامه‌های تلویزیونی که وی در آن نقش داشته است می‌توان به هابیت: یک سفر غیرمنتظره اشاره کرد.